# Historia del Derecho en Honduras
La república de Honduras ha tenido un considerable número de textos constitucionales y de códigos a lo largo de su historia...

## Constituciones
Las Constituciones que han regido en Honduras son las siguientes:
Durante el Período pre-independiente la provincia de Honduras estaba regida bajo la Constitución de Bayona 1808.232
- Constitución de 1812  (Constitución de Cádiz), vigente de 1812 a 1814 y de 1820 a 1823.
- Bases de Constitución Federal de 1823, vigente de 1823 a 1824.
- Constitución de la República Federal de Centroamérica de 1824.

### Constitución como Estado de Honduras
- Constitución del Estado de Honduras de 1825
- Constitución del Estado de Honduras de 1831
- Constitución del Estado de Honduras de 1839
- Constitución de Honduras de 1848

### Constituciones como República de Honduras
- Constitución de Honduras de 1865
- Constitución de Honduras de 1873
- Constitución de Honduras de 1880
- Constitución de Honduras de 1894
- Constitución de Honduras de 1904
- Constitución de la República Federal de Centroamérica de 1921
- Constitución de Honduras de 1924
- Constitución de Honduras de 1936
- Constitución de Honduras de 1957
- Constitución de Honduras de 1965
- Constitución de Honduras de 1982

## Códigos
El Derecho hondureño pertenece a la familia de los Derechos romanistas, derivados del Derecho Común. Inicialmente estaba formado por normas del Derecho Indiano y del Derecho de Castilla. Su codificación fue iniciada por los gobiernos liberales a partir del decenio de 1880.

## Derecho civil
- Siete Partidas de Don Alfonso X el Sabio
- Código Civil de Honduras de 1880
- Código Civil de Honduras de 1899
- Código Civil de Honduras de 1906

## Derecho penal
- Siete Partidas de Don Alfonso X el Sabio
- Código Penal de Honduras de 1880
- Código Penal de Honduras de 1899
- Código Penal de Honduras de 1895
- Código Penal de Honduras de 1906
- Código Penal de Honduras de 1984
- Código Penal de Honduras de 2017
- Código Penal de Honduras de 2021

## Derecho procesal civil
- Siete Partidas de Don Alfonso X el Sabio
- Código de Procedimientos Civiles de Honduras de 1881
- Código de Procedimientos de Honduras de 1899
- Código de Procedimientos de Honduras de 1906
- Código Procesal Civil de Honduras de 2007

## Derecho procesal penal
- Siete Partidas de Don Alfonso X el Sabio
- Código de Procedimientos de Honduras de 1899
- Código de Instrucción Criminal de Honduras de 1904
- Código Procesal Penal de Honduras de 1985
- Código Procesal Penal de Honduras de 1999

## Derecho comercial
- Ordenanzas de Bilbao (1793)
- Código de Comercio de Honduras de 1880
- Código de Comercio de Honduras de 1899
- Código de Comercio de Honduras de 1940
- Código de Comercio de Honduras de 1950

## Derecho laboral
- Código del Trabajo de Honduras de 1959

## Derechos humanos en Honduras
Los siguientes pactos y convenciones han sido adoptados por numerosas organizaciones, entre ellas la Organización de las Naciones Unidas. Honduras ha firmado y ratificado varios de ellos, otros solo los ha firmado y otros no los ha firmado ni ratificado.
| Evento | Fecha de adopción       | Fecha de entrada en vigor | Estado de adopción (Honduras) |
| --- | ----------------------- | ------------------------- | ----------------------------- |
| Pacto Internacional de Derechos Económicos, Sociales y Culturales                                                      | 19 de diciembre de 1966 | 3 de enero de 1976        | Firmado y ratificado          |
| Pacto Internacional de Derechos Civiles y Políticos                                                                    | 16 de diciembre de 1966 | 23 de marzo de 1976       | Firmado y ratificado          |
| Convención Internacional sobre la Eliminación de todas las Formas de Discriminación Racial                             | 21 de diciembre de 1965 | 4 de enero de 1969        | Firmado y ratificado          |
| Convención Internacional para la protección de todas las Personas contra las Desapariciones Forzadas                   | 20 de diciembre de 2006 | 23 de diciembre de 2010   | Sin información               |
| Convención sobre la Eliminación de Todas las Formas de Discriminación contra la Mujer                                  | 18 de diciembre de 1979 | 3 de septiembre de 1981   | Firmado y ratificado          |
| Convención contra la tortura y otros tratos o penas crueles, inhumanas o degradantes                                   | 10 de diciembre de 1984 | 26 de junio de 1987       | Firmado y ratificado          |
| Convención sobre los Derechos del Niño                                                                                 | 20 de noviembre de 1989 | 18 de enero de 2002       | Firmado y ratificado          |
| Convención internacional sobre la protección de los derechos de todos los trabajadores migratorios y de sus familiares | 18 de diciembre de 1990 | 1 de julio de 2003        | Ni firmado ni ratificado      |
| Convención Internacional sobre los Derechos de las Personas con Discapacidad                                           | 13 de diciembre de 2006 | 3 de mayo de 2008.        | Firmado y ratificado          |

## Leyes específicas
- Ley de Organización y Atribuciones de los Tribunales
- Ley del Seguro Social de Honduras